# 陸上自衛隊幹部学校

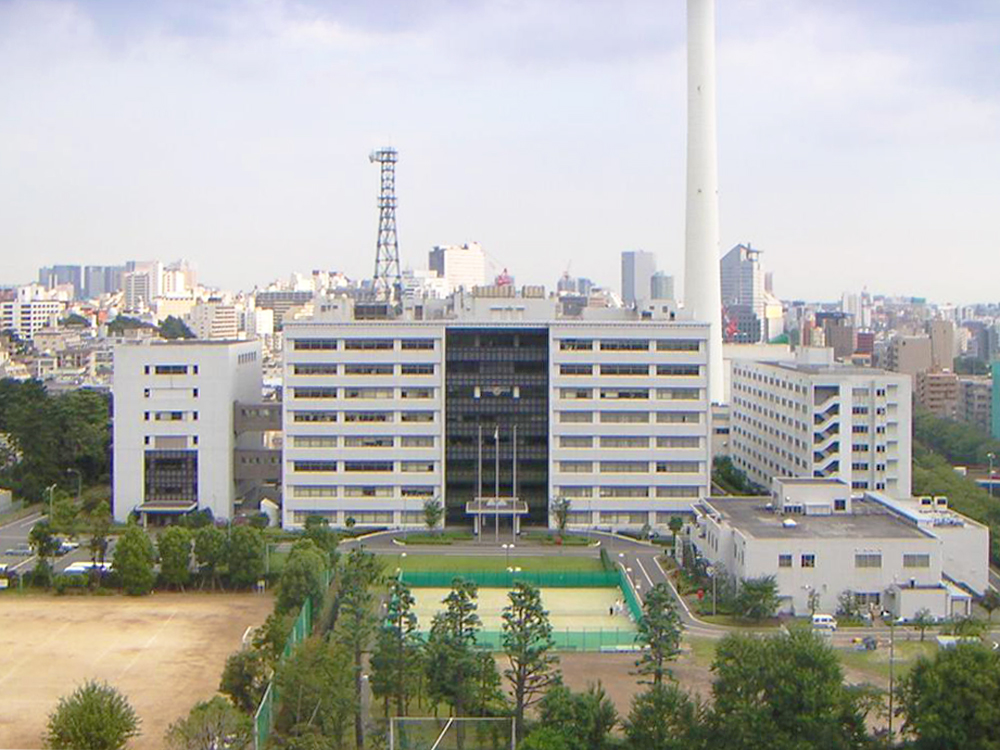
陸上自衛隊幹部学校（学校棟の5～8F）

陸上自衛隊幹部学校（りくじょうじえいたいかんぶがっこう、JGSDF Staff College）は、防衛省目黒地区（目黒駐屯地）内に所在していた防衛大臣直轄機関のひとつ。陸上自衛隊教育訓練研究本部の新編に伴い、2018年3月26日付をもって廃止。

## 概要
陸上自衛隊の上級部隊指揮官または幕僚としての職務遂行に必要な知識及び技能を修得させるための教育訓練の実施を任務としていた。帝国陸軍の陸軍大学校、陸軍砲工学校に相当する、陸上自衛隊の最高教育機関であった。このうち指揮幕僚課程（CGS）・技術高級課程（TAC）・幹部高級課程（AGS）への入校は極めて困難であった。
尚、自衛官を文官同様の階層意識で捉えることには様々な意見があるが、指揮幕僚課程履修者以上の幹部自衛官は実質上文官におけるキャリアと同等の待遇を受けるとされる。しかしながら、内局の課長職相当のポジション（1佐（一）、諸外国軍の准将に相当）に就任する時期は、国家公務員I種試験合格者と比較すると約6年近く遅れている。

## 沿革
- 1951年（昭和26年）7月5日：警察予備隊総隊学校（久里浜駐屯地）第2部において特別幹部教育開始
- 1952年（昭和27年）10月15日：警察予備隊総隊学校第2部が保安隊幹部学校として久里浜に新編[1]
- 1954年（昭和29年）3月22日：幹部学校が小平駐屯地へ移転[2]
- 1955年（昭和30年）
  - 9月13日：指揮幕僚課程（CGS）開始
  - 9月27日：統合幕僚課程開始
- 1957年（昭和32年）9月4日：統合幕僚課程を幹部高級課程（AGS）と改称
- 1959年（昭和34年）12月26日：市ヶ谷駐屯地に移転
- 1972年（昭和47年）8月11日：技術高級課程（TAC）開始
- 1994年（平成06年）10月1日：防衛庁移転計画に基づき現在地に移転
- 2001年（平成13年）3月27日:研究部（陸上自衛隊研究本部の前身）を研究課に縮小（同校隷属の主任研究開発官及び研究員は新編の研究本部に移管）
- 2010年（平成22年）3月：師団等最先任上級曹長課程を開始
- 2011年（平成23年）3月：指揮幕僚課程55期の2年生全81名と職員10名を東北地方太平洋沖地震に災害派遣（同校創設以来初）
- 2018年（平成30年）3月26日：廃止（後述）

## 設置されていた課程
- 指揮幕僚課程（CGS）
- 技術高級課程（TAC）
- 幹部高級課程（AGS）
- 師団等最先任上級曹長集合教育（CSMC）

## 廃止時の組織編成
- 企画室
- 総務部
  - 総務課
  - 管理課
  - 会計課
- 教育部
- 研究課
- 主任教官（10人）
  - 学校教官

## 歴代の学校長
| 代                           | 氏名                       | 在職期間                   | 出身校・期                         | 前職                                         | 後職                              | 備考                       |
| 保安隊幹部学校長（保安監）   | 保安隊幹部学校長（保安監） | 保安隊幹部学校長（保安監） | 保安隊幹部学校長（保安監）         | 保安隊幹部学校長（保安監）                   | 保安隊幹部学校長（保安監）        | 保安隊幹部学校長（保安監） |
| ---------------------------- | -------------------------- | -------------------------- | ---------------------------------- | -------------------------------------------- | --------------------------------- | -------------------------- |
| 01                           | 加納富夫                   | 1952.10.15 - 1953.1.31     | 東京帝国大学 昭和8年卒             | 警察予備隊総隊学校長 兼 久里浜駐とん地部隊長 | 第一幕僚監部第4部長               | 保安監補                   |
| 02                           | 金山國治                   | 1953.2.1 - 1954.6.30       | 東京帝国大学 昭和6年卒             | 第一幕僚監部第4部長                          | 第3管区総監                       |                            |
| 陸上自衛隊幹部学校長（陸将） |                            |                            |                                    |                                              |                                   |                            |
| 01                           | 中野敏夫                   | 1954.7.1 - 1957.8.1        | 東京帝国大学 昭和2年卒             | 北部方面総監                                 | 第1管区総監                       |                            |
| 02                           | 岸本重一                   | 1957.8.2 - 1959.3.16       | 陸士34期・ 陸大46期                | 北部方面総監                                 | 陸上幕僚監部付 →1959.5.2 定年退官 |                            |
| 03                           | 井本熊男                   | 1959.3.17 - 1961.5.1       | 陸士37期・ 陸大46期                | 陸上幕僚監部第5部長                          | 停年退官                          |                            |
| 04                           | 新宮陽太                   | 1961.8.1 - 1962.7.31       | 陸士38期・ 陸大47期                | 東北方面総監                                 | 陸上幕僚監部付 →1963.1.1 停年退官 |                            |
| 05                           | 吉橋戒三                   | 1962.8.1 - 1964.7.6        | 陸士39期・ 陸大50期                | 西部方面総監                                 | 退職                              |                            |
| 06                           | 竹下正彦                   | 1964.7.16 - 1966.7.1       | 陸士42期・ 陸大51期                | 第4師団長                                    | 退職                              |                            |
| 07                           | 梅澤治雄                   | 1966.7.1 - 1969.7.1        | 陸士44期・ 陸大51期                | 第11師団長                                   | 退職                              |                            |
| 08                           | 大島輝之助                 | 1969.7.1 - 1971.7.1        | 東京帝国大学 昭和12年卒            | 陸上幕僚監部第5部長                          | 退職                              |                            |
| 09                           | 溝口昌弘                   | 1971.7.1 - 1973.3.16       | 陸士49期・ 陸大57期                | 第7師団長                                    | 退職                              |                            |
| 10                           | 栂博                       | 1973.3.16 - 1974.7.1       | 陸士50期・ 陸大57期                | 第2師団長                                    | 退職                              |                            |
| 11                           | 田中象二                   | 1974.7.1 - 1976.3.15       | 陸士54期                           | 第8師団長                                    | 北部方面総監                      |                            |
| 12                           | 高品武彦                   | 1976.3.16 - 1976.10.14     | 陸士54期                           | 防衛大学校幹事                               | 東部方面総監                      |                            |
| 13                           | 坂本カ                     | 1976.10.15 - 1978.7.1      | 東京帝国大学・ 昭和19年卒          | 第9師団長                                    | 退職                              | 元NHK記者                  |
| 14                           | 竹中義男                   | 1978.7.1 - 1980.3.17       | 陸士56期                           | 陸上自衛隊富士学校長 兼 富士駐とん地司令     | 退職                              |                            |
| 15                           | 藤吉俊男                   | 1980.3.17 - 1982.3.16      | 陸士58期                           | 第12師団長                                   | 退職                              |                            |
| 16                           | 林陽一                     | 1982.3.16 - 1983.7.1       | 陸航士59期                         | 第12師団長                                   | 退職                              |                            |
| 17                           | 今田敏之                   | 1983.7.1 - 1984.7.1        | 陸士60期                           | 防衛大学校幹事                               | 退職                              |                            |
| 18                           | 柗本節                     | 1984.7.1 - 1986.3.17       | 仙幼47期・ 第二高等学校 昭和23年卒 | 防衛大学校幹事                               | 退職                              |                            |
| 19                           | 合原博見                   | 1986.3.17 - 1987.7.1       | 九州大学 昭和28年卒                | 第12師団長                                   | 退職                              |                            |
| 20                           | 清水幸雄                   | 1987.7.1 - 1988.7.7        | 神戸外語大 昭和30年卒              | 第10師団長                                   | 退職                              |                            |
| 21                           | 中俣壯一                   | 1988.7.7 - 1989.6.30       | 九州大学 昭和30年卒                | 第10師団長                                   | 退職                              |                            |
| 22                           | 伊左次達                   | 1989.6.30 - 1991.3.16      | 防大1期                            | 陸上自衛隊施設学校長 兼 勝田駐屯地司令       | 退職                              |                            |
| 23                           | 君嶋信                     | 1991.3.16 - 1992.6.15      | 防大3期                            | 第3師団長                                    | 東北方面総監                      |                            |
| 24                           | 里中哲朗                   | 1992.6.16 - 1993.7.1       | 立命館大学 昭和34年卒              | 第10師団長                                   | 退職                              |                            |
| 25                           | 黒柳彰久                   | 1993.7.1 - 1995.3.23       | 防大5期                            | 第4師団長                                    | 退職                              |                            |
| 26                           | 藤原博                     | 1995.3.23 - 1996.7.1       | 防大6期                            | 第9師団長                                    | 退職                              |                            |
| 27                           | 大北太一郎                 | 1996.7.1 - 1997.6.30       | 防大8期                            | 第4師団長                                    | 中部方面総監                      |                            |
| 28                           | 新井宏                     | 1997.7.1 - 1999.12.10      | 防大9期                            | 第6師団長                                    | 退職                              |                            |
| 29                           | 小栁毫向                   | 1999.12.10 - 2001.12.3     | 防大11期                           | 第9師団長                                    | 退職                              |                            |
| 30                           | 樋口讓次                   | 2001.12.3 - 2003.12.5      | 防大13期                           | 第6師団長                                    | 退職                              |                            |
| 31                           | 青木勉                     | 2003.12.5 - 2005.7.28      | 防大14期                           | 第1師団長                                    | 退職                              |                            |
| 32                           | 廣瀬清一                   | 2005.7.28 - 2007.3.28      | 生徒11期・ 防大17期                | 第10師団長                                   | 退職                              |                            |
| 33                           | 三田克巳                   | 2007.3.28 - 2009.7.21      | 防大18期                           | 第1師団長                                    | 退職                              |                            |
| 34                           | 長谷部洋一                 | 2009.7.21 - 2011.4.27      | 防大20期                           | 第3師団長                                    | 退職                              |                            |
| 35                           | 河村仁                     | 2011.4.27 - 2012.7.25      | 防大22期                           | 第10師団長                                   | 中部方面総監                      |                            |
| 36                           | 海沼敏明                   | 2012.7.26 - 2014.8.5       | 防大23期                           | 陸上自衛隊関東補給処長 兼 霞ヶ浦駐屯地司令   | 退職                              |                            |
| 37                           | 小川清史                   | 2014.8.5 - 2015.8.3        | 防大26期                           | 第6師団長                                    | 西部方面総監                      |                            |
| 38                           | 深津孔                     | 2015.8.4 - 2017.3.26       | 防大26期                           | 第4師団長                                    | 退職                              |                            |
| 39                           | 西浩德                     | 2017.3.27 - 2018.3.26      | 防大28期                           | 第1師団長                                    | 退職                              |                            |

## 教育訓練研究本部への改編
陸上自衛隊研究本部及び陸上自衛隊幹部学校は平成29年度末をもって廃止され、防衛省目黒地区において陸上自衛隊教育訓練研究本部として再編成された。教育訓練研究本部においては研究本部及び幹部学校の任務のほか、陸上自衛隊の各職種学校の運営を統制（ただし、業務系統上の統制であり指揮系統上の統制でない（陸上自衛隊の新体制））する任務が付加される（航空自衛隊航空教育集団と同様の編成）。